# Ванда Кертис
Ванда Кертис (англ. Wanda Curtis), настоящее имя Хайналка Каталин Ковач (венг. Hajnalka Katalin Kovacs, род. 7 декабря 1975 года) — венгерская порноактриса.

## Биография
Родилась 7 декабря 1975 года в Венгрии . Начала сниматься в фильмах для взрослых в 1997 году. В 2006 году подписала контракт с Ninn Worx.
Получила премию Venus Award в 1999 году (номинация «Старлетка года») и регулярно номинировалась на Hot d’Or и AVN Awards в последующие годы.
Снималась под множеством сценических имён: Hynie Fender, Anna Kovach, Heiny, Anna Lero, Hayny Cristhen, Ajnalka Kovacs, Wanda, Hoyni, Hayni Cristhen, Annalisa Montezumolo, Hayni Hilford, Hajni Kovacs, Hajni, Judy, Vanda Curtis, Najna, Vanda, Angie, Annalisa Montezemolo, Laura, Hayni C, Any, Hayni, Hayni Kovacs, Wanda Wiggum.

## Награды и номинации
| Год  | Церемония    | Категория                                          | Работа                                                                      | Результат |
| ---- | ------------ | -------------------------------------------------- | --------------------------------------------------------------------------- | --------- |
| 1999 | Venus Awards | Лучшая новая старлетка                             |                                                                             | Победа    |
| 2000 | Hot d'Or     | Лучшая новая европейская старлетка                 |                                                                             | Номинация |
| 2004 | AVN Award    | Иностранный исполнитель года                       |                                                                             | Номинация |
| 2005 | AVN Award    | Лучшая сексуальная сцена только с девушками, видео | Fem Bella — вместе с Anais и Анджел Кэссиди                                 | Номинация |
| 2005 | AVN Award    | Лучшая сцена триолизма, видео                      | Lost Angels: Wanda Curtis — вместе с Анжеликой Костелло и Энтони Хардвудом) | Номинация |